# Ordre de Mohamed Ali
L'ordre de Mohamed Ali (Nishan al-Muhammad'Ali) est un ancien ordre de chevalerie et d'honneur d'État dans le royaume d'Égypte.

## Histoire
L'ordre de Mohamed Ali a été fondé par le sultan Hussein Kamel pour commémorer la dynastie Mohamed Ali le 14 avril 1915. Il a été interrompu lors de la formation de la république arabe d'Égypte le 18 juin 1953,.
Cet ordre était le premier en rang parmi les ordres du royaume d'Égypte. Il comprenait un « collier » et une seule classe, le « grand cordon ». Il comprenait également deux médailles, l'une en or, l'autre en argent.
- (a) « Le collier » était réservé à Sa Majesté le roi qui peut le conférer aux membres de sa famille, aux chefs d'État[4], aux souverains et princes régnants ainsi qu'aux membres de leurs familles ;
- (b) « Le grand cordon » ne pouvait être conféré que pour mérite tout à fait spécial ou pour services exceptionnels rendus au Pays. Les grands cordons portaient une plaque sur le côté gauche de la poitrine et, en écharpe, de droite à gauche, un large ruban vert moiré et liséré de blanc, ayant, attachée au bout, la décoration de l'Ordre. Le nombre des grands cordons était fixé à quinze, non compris les membres de la famille royale ni les étrangers non fonctionnaires de l'État égyptien. Les grands cordons résidant en Égypte recevaient leurs insignes des mains de Sa Majesté le roi. Il leur était également remis un brevet portant les sceaux royaux. Les grands cordons recevaient à leur décès les honneurs militaires.

- (c) « Les médailles de l'ordre de Mohamed Ali », « en or et en argent », étaient uniquement destinées à récompenser les actions d'éclat accomplies par les militaires et les marins sans distinction de rang ni de grade. La médaille se portait sur le côté gauche de la poitrine suspendue par un ruban aux couleurs de l'Ordre. Les médailles et les brevets restaient, après le décès du titulaire, la propriété de sa famille[5].

## Époque contemporaine
Bien que l'ordre de Mohamed Ali ait été abrogé par la République égyptienne, il est encore décerné en de rares occasions, au titre d’ordre dynastique, par l'ancien roi Fouad II.